# Scytinopogon angulisporus
Scytinopogon angulisporus är en svampart som först beskrevs av Narcisse Theophile Patouillard, och fick sitt nu gällande namn av Corner 1950. Scytinopogon angulisporus ingår i släktet Scytinopogon och familjen fingersvampar
.   Inga underarter finns listade i Catalogue of Life.